# Vaeküla (stacja kolejowa)
Vaeküla – stacja kolejowa w miejscowości Vaeküla, w prowincji Virumaa Zachodnia, w Estonii. Położona jest na linii Tallinn - Narwa. 

## Historia
Stacja powstała w czasach carskich na Kolei Bałtyckiej. Początkowo nosiła nazwę Wajkiul (ros. Вайкюль).

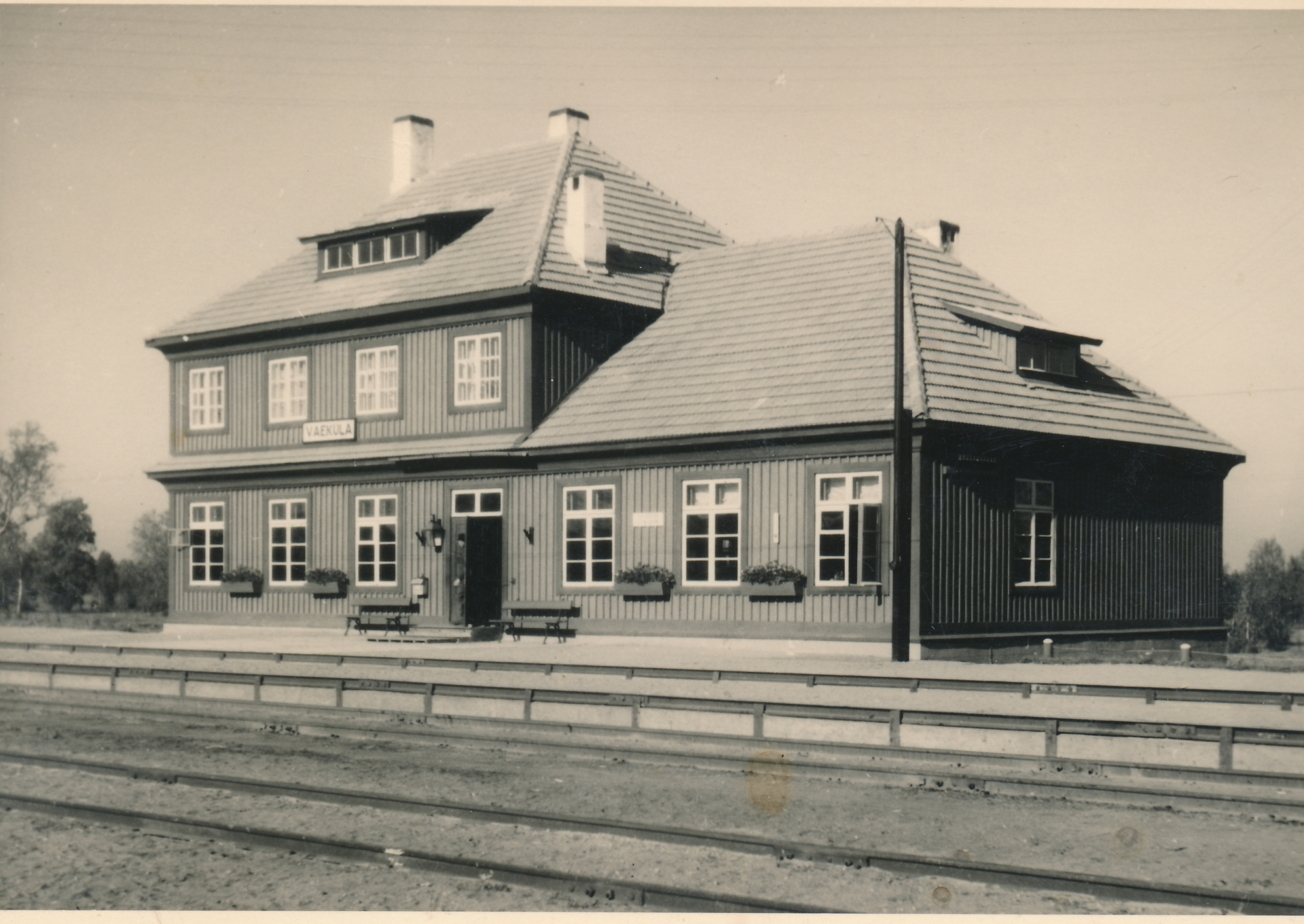
stacja w 1936